# Zodia scintillana
Zodia scintillana là một loài bướm đêm thuộc họ Choreutidae. Nó được tìm thấy ở miền trung và Nam Mỹ, bao gồm Costa Rica. Nơi sinh sống bao gồm các khu vực rừng mưa nhiệt đới.
Chiều dài cánh trước khoảng 4-4.7 mm. 
Ấu trùng ăn lá của Castilla elastica. Chúng thích ăn phía dưới lá non nhưng không bao giờ ăn lá non nhất.